# Tramways de la Dordogne

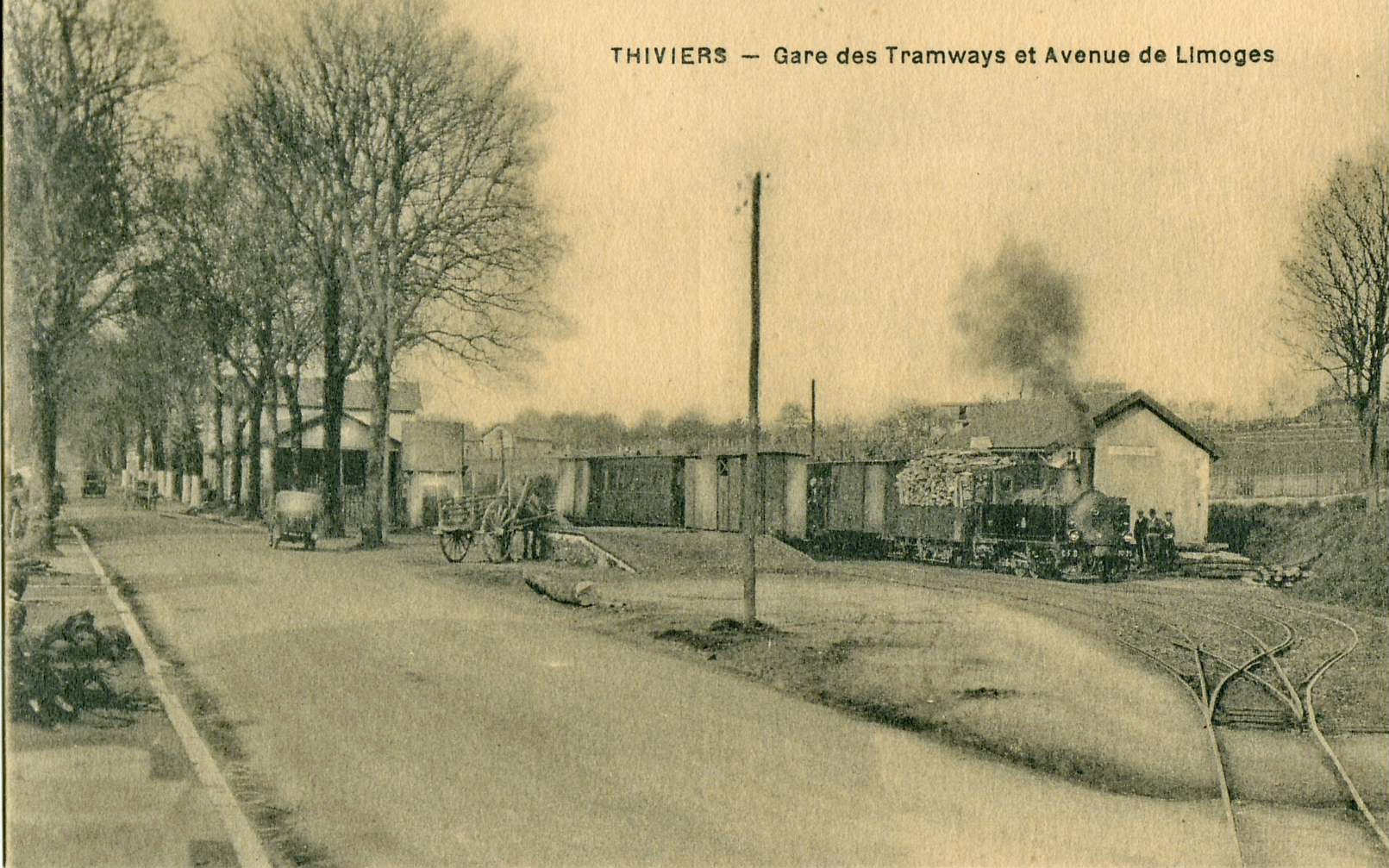
La gare de Thiviers.

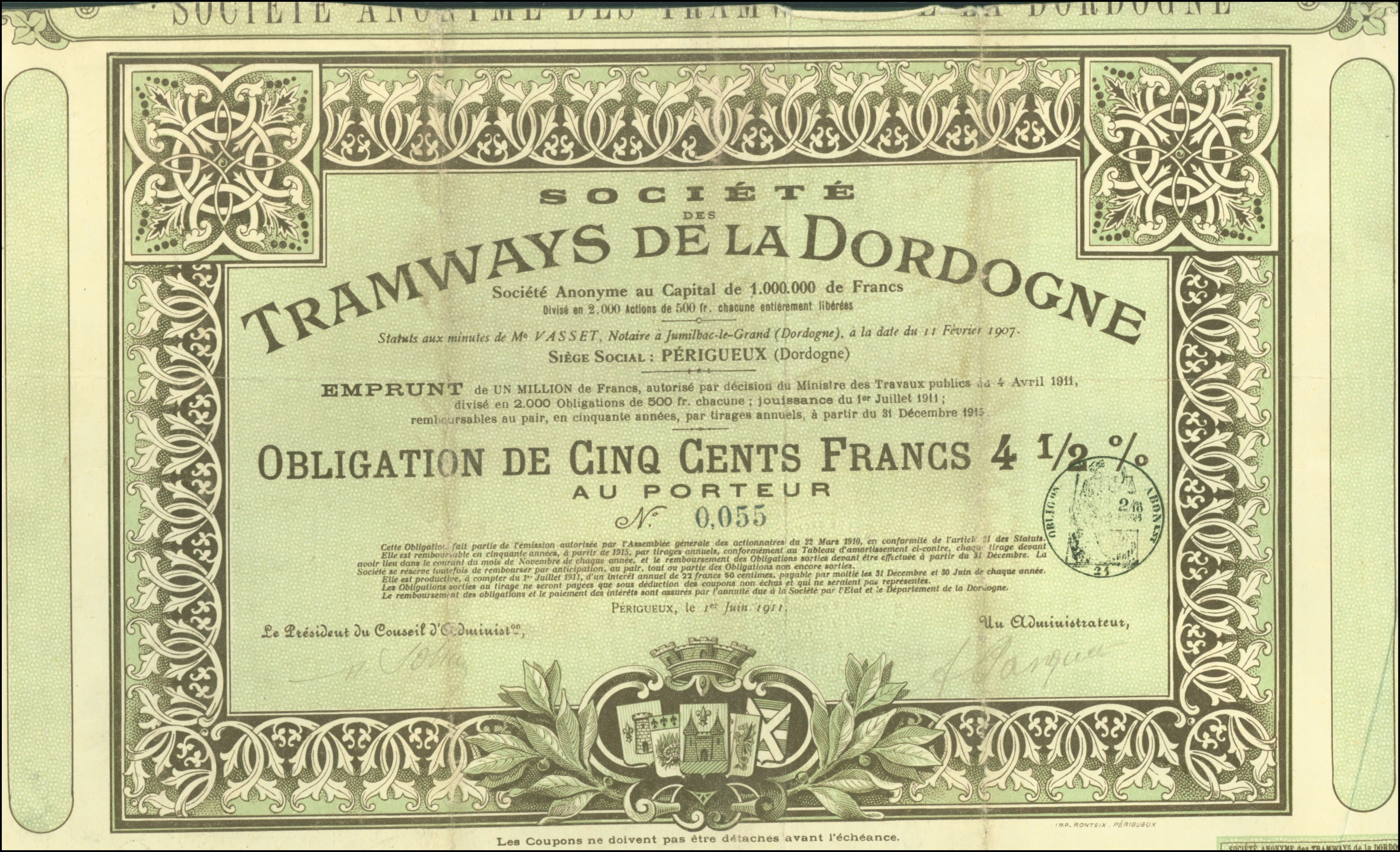
Obligation de la Société des Tramways de la Dordogne en date du 1 juin 1911.

La Société des Tramways de la Dordogne (TD) a exploité un réseau de tramway à voie métrique dans le département de la Dordogne entre 1911 et 1921. Elle se substitue le 7 octobre 1908 à Mr Alfred Pasquet, détenteur de la concession d'un réseau de plusieurs lignes de tramway à vapeur. Le siège de la société est à Périgueux.
En 1921, la Société des Tramways de la Dordogne et celle des Chemins de Fer du Périgord sont rachetées par le département pour former un réseau unique concédé à la Compagnie de chemins de fer départementaux. En 1935 toutes les lignes construites par les TD sont fermées sauf celle de  Vergt à Bergerac qui disparait avec les lignes restantes du réseau CFD en 1949.

## Les lignes
- Vergt - Bergerac (33 km), ouverture 12 février 1912
- Saint-Yrieix-la-Perche - Thiviers (33 km), ouverture 5 février 1912
- Saint-Pardoux-la-Rivière - Saint-Mathieu (39 km), ouverture 21 mai 1912
- Villefranche-du-Périgord - Sarlat (54 km), ouverture 1er novembre  1912 (ligne isolée)

Les trois premières lignes complétaient le réseau des Chemins de fer du Périgord.

## Gares de jonction
- Gare de Thiviers avec le PO
- Gare de Bergerac avec le PO
- Gare de Villefranche-du-Périgord avec le PO
- Gare de Sarlat avec le PO
- Gare de Saint-Pardoux-la-Rivière avec le PO et les Chemins de fer du Périgord
- Gare de Vergt avec les Chemins de fer du Périgord
- Gare de Saint Yrieix avec les Chemins de fer du Périgord
- Gare de Saint-Mathieu avec les Chemins de fer départementaux de la Haute-Vienne (CDHV)

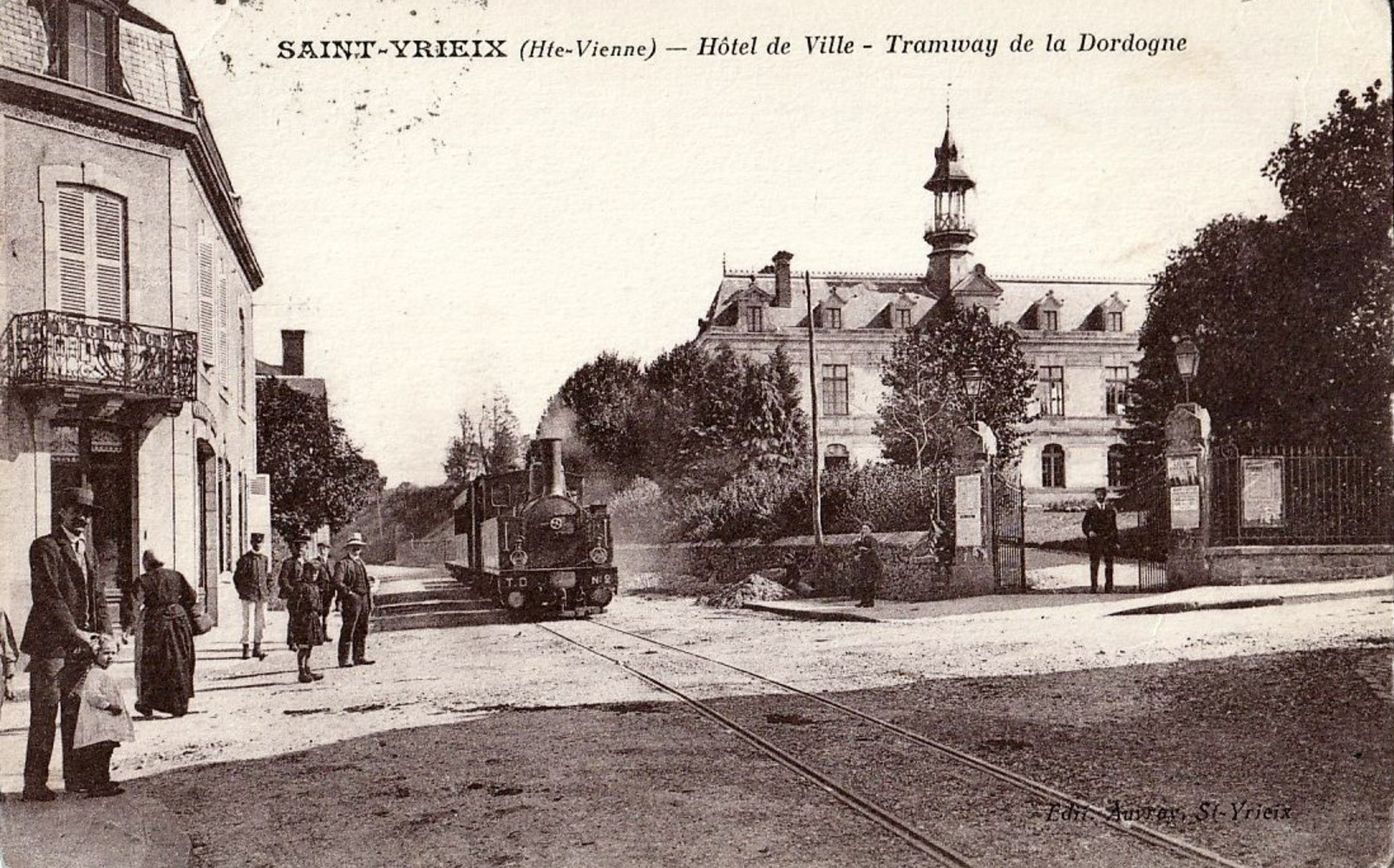
Locomotive des TD passant dans le centre ville de Saint-Yrieix.
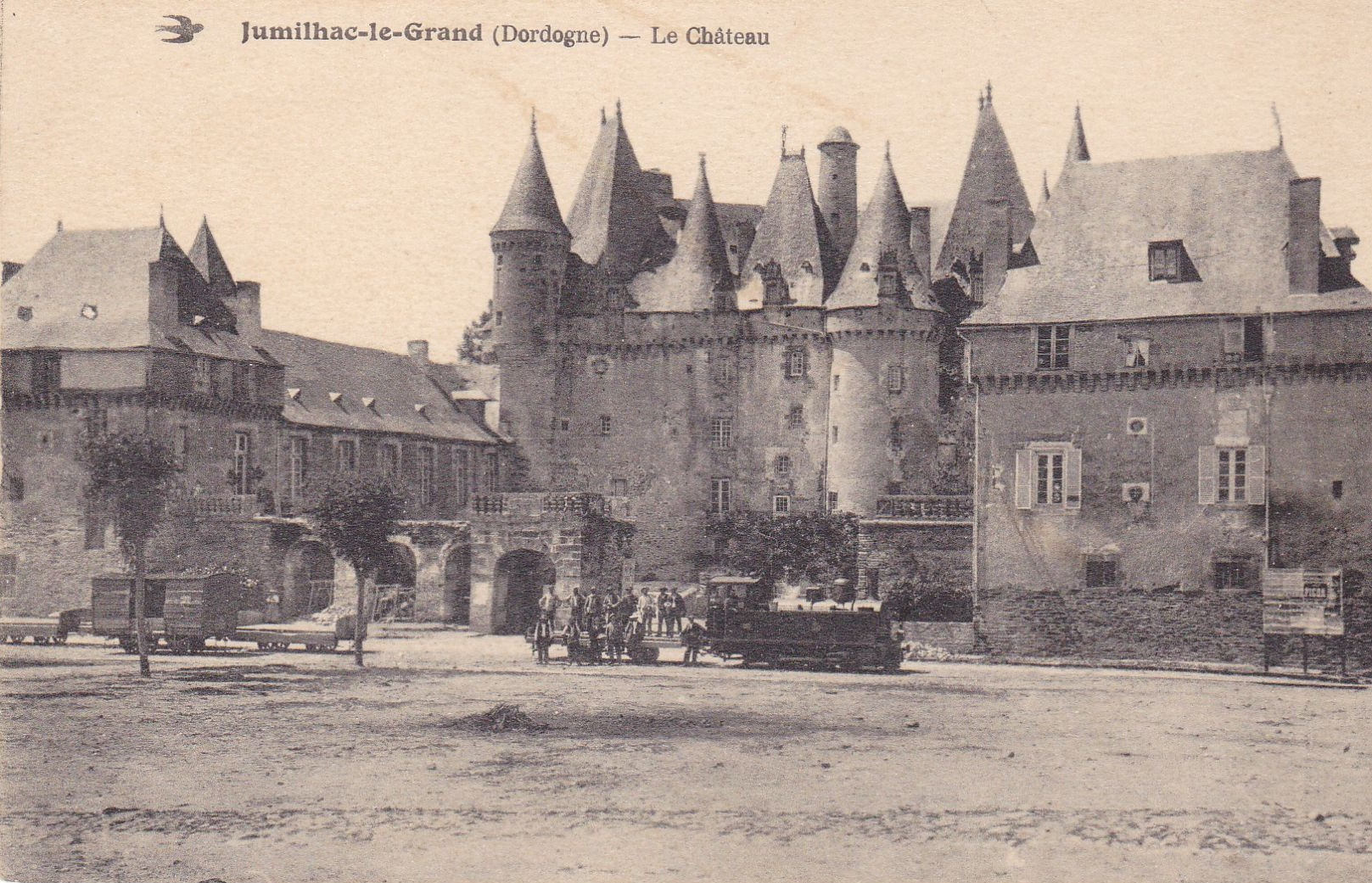
Locomotive stationnant devant le château de Jumilhac.
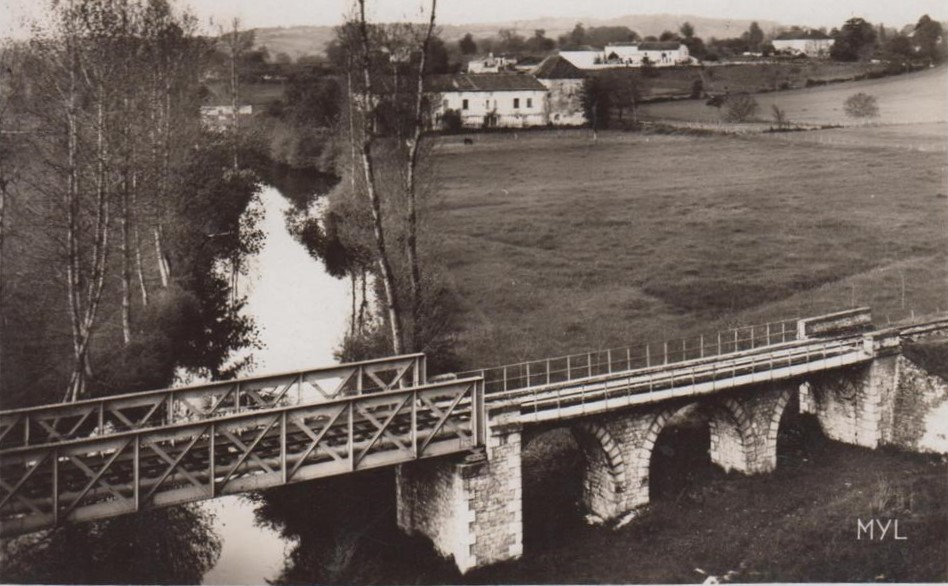
Pont construit par les TD pour relier la gare du tramway à celle du PO de Saint-Pardoux-la-Rivière.
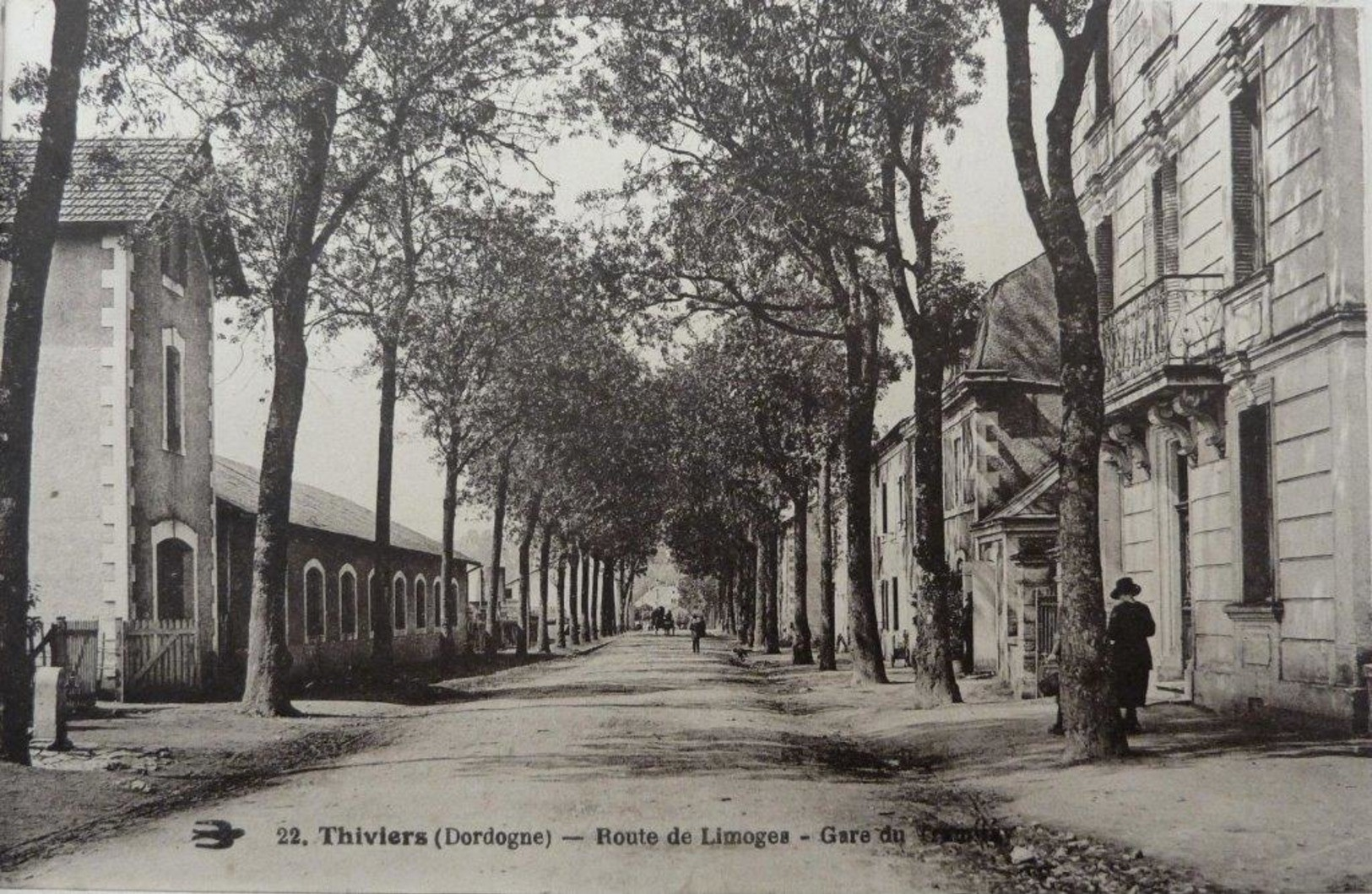
Les bâtiments de la gare du tramway de Thiviers sur la gauche.
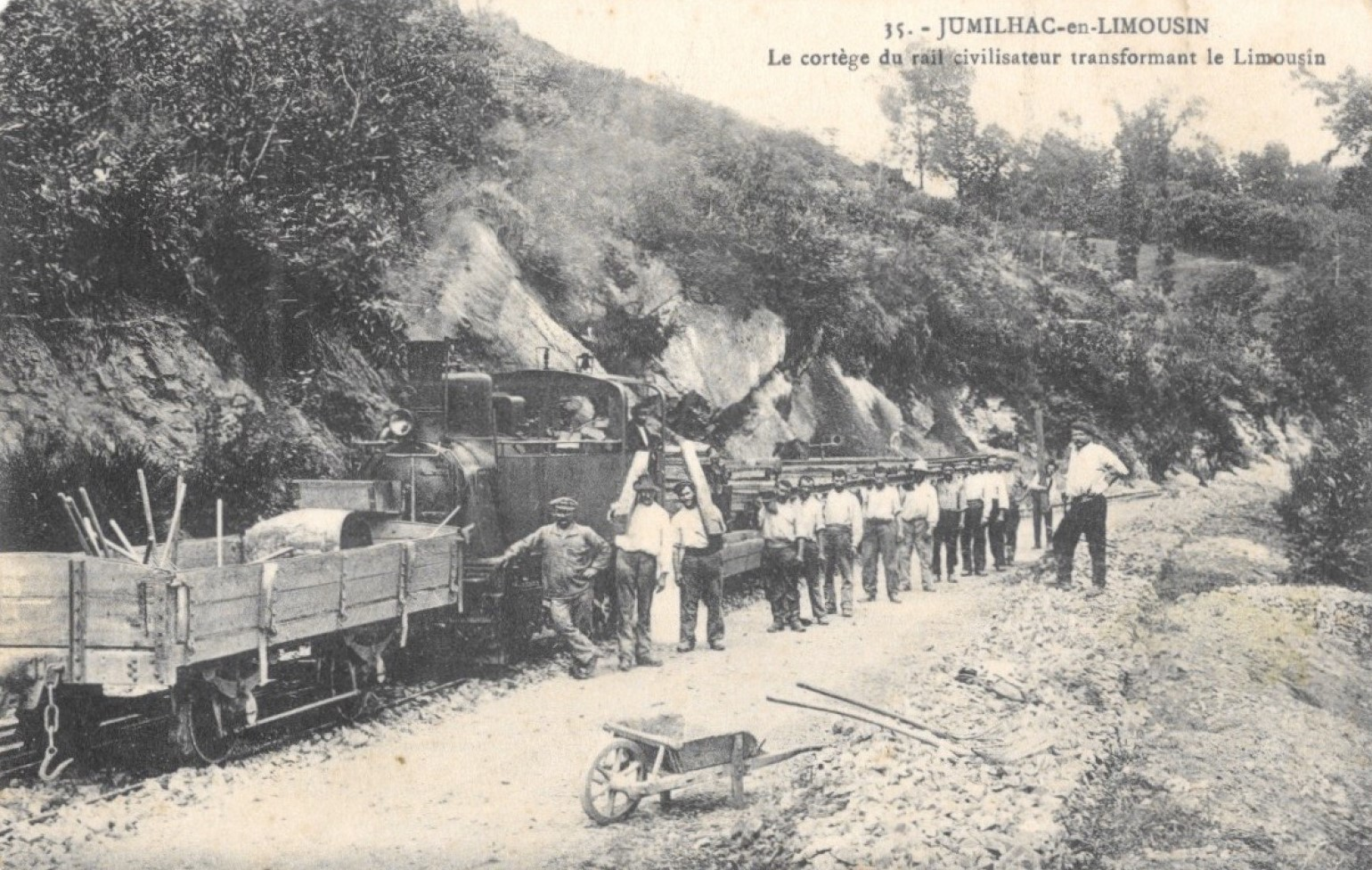
Construction de la ligne des TD de Thiviers à Saint-Yrieix.

## Matériel roulant
Tramways de la Dordogne:
- Locomotives  030T type 245, N° 1 à 16 (puis 11 à 26 lors de la fusion des deux réseaux), livrées par Pinguély en 1906, N° constructeurs (245 à 260), poids à vide 17 tonnes
- 15 voitures à bogies et plateformes extrêmes : N° AB 1 à 15
- 15 fourgons
- 79 wagons de marchandises